# Montebruno
Montebruno (Montebrun in ligure) è un comune italiano di 200 abitanti della città metropolitana di Genova in Liguria.

## Geografia fisica

### Territorio
Il territorio comunale è situato in val Trebbia, sviluppatosi lungo la riva sinistra del fiume Trebbia, ad est di Genova. Tra le vette del territorio il monte Collere (1289 m), il monte Posasso (1234 m), il monte Possasco (1183 m), il monte Fracellana (1129 m), il monte Fogliata (999 m), la cima del Conco (745 m).
Il territorio fa parte del Parco naturale regionale dell'Antola.

## Storia

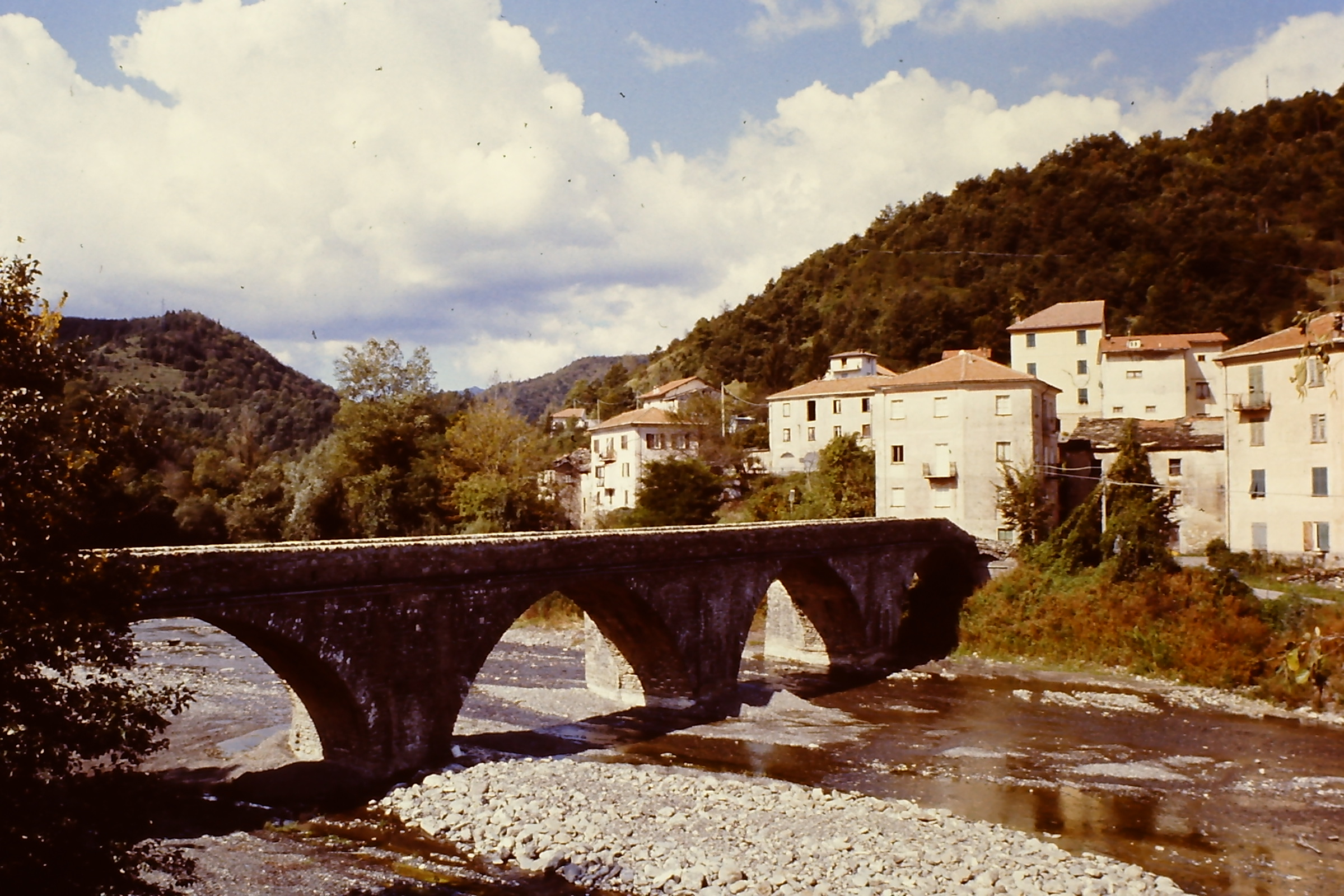
Il Ponte Doria sul fiume Trebbia con sullo sfondo l'abitato di Montebruno

Montebruno sorge lungo l'antica strada che univa Genova a Piacenza.
Successivamente il territorio fece parte dei possedimenti dell'abbazia di Patrania, fondata dai monaci colombaniani di Bobbio, fino al passaggio nel X secolo nei possedimenti dell'abbazia di San Marziano di Tortona.
Il suo antico toponimo (Castrum Montisbruni) viene testimoniato nel 1164 su un documento con cui Federico Barbarossa concedette il territorio al marchese Obizzo Malaspina, che vi costruì un castello.
Divenne successivamente dominio dei conti Fieschi di Lavagna che ottennero il feudo fino alla congiura dei Fieschi del 1547.
Fu quindi territorio feudale della famiglia genovese Doria ottenendo, dal 1668, il diritto di zecca e conservando il borgo fino alla fine del XVIII secolo, quando il territorio passò alla Repubblica di Genova.
Nel 1797 con la dominazione francese di Napoleone Bonaparte rientrò dal 2 dicembre nel dipartimento dei Monti Liguri Orientali, con capoluogo Ottone, all'interno della Repubblica Ligure. Dal 28 aprile del 1798 con i nuovi ordinamenti francesi, Montebruno rientrò nel VII cantone, come capoluogo, della giurisdizione dei Monti Liguri Orientali e dal 1803 centro principale del III cantone dell'Appennino nella giurisdizione dell'Entella. Annesso al Primo Impero francese dal 13 giugno 1805 al 1814 venne inserito nel dipartimento di Genova.
Nel 1815 fu inglobato nel Regno di Sardegna, e successivamente nel Regno d'Italia dal 1861. Dal 1859 al 1926 il territorio fu compreso nell'XI mandamento di Torriglia del circondario di Genova dell'allora provincia di Genova.
Il 17 luglio del 1908 si verificò un violento nubifragio con una piena straordinaria della Trebbia che devastò case e campagne soprattutto nel territorio del mandamento bobbiese di Ottone e fra i confini delle provincie di Genova e Pavia, con gravi danni nell'abitato di Gorreto, distruggendo cinque ponti lungo la statale 45 interrompendo le comunicazioni stradali fra Ottone e Torriglia, e la linea telegrafica fra Bobbio e Genova; danni ed allagamenti anche nel piacentino a Rivergaro e a Sant'Antonio a Trebbia nei pressi di Piacenza. Distruzioni imponenti e danni più ingenti si verificarono, invece, con l'alluvione che colpì la val Trebbia il 19 settembre 1953.
Dal 1973 al 31 dicembre 2008 è stata la sede amministrativa della Comunità montana Alta Val Trebbia e, con le nuove disposizioni della Legge Regionale nº 24 del 4 luglio 2008, ha fatto parte fino al 2011 della Comunità montana delle Alte Valli Trebbia e Bisagno.
Dal 2014 al 2024 ha fatto parte dell'Unione dei comuni montani dell'Alta Val Trebbia.

### Simboli
Gonfalone

## Monumenti e luoghi d'interesse

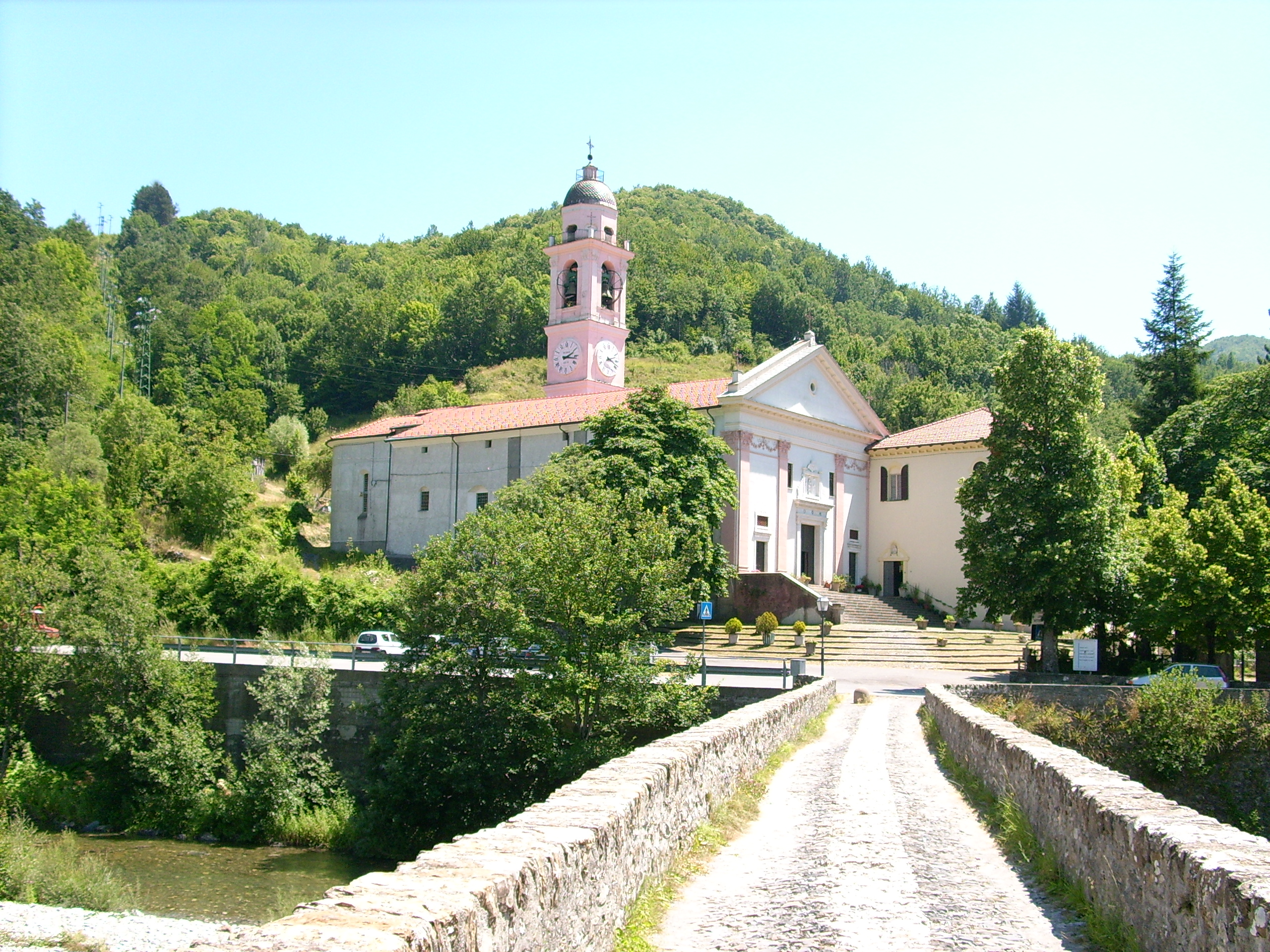
Il santuario di Nostra Signora di Montebruno

### Architetture religiose
- Santuario di Nostra Signora di Montebruno e chiesa parrocchiale di Santa Maria Assunta presso il capoluogo. Fu costruito sul finire del XV secolo di architettura gotica con decorazioni barocche; conserva un crocifisso ligneo del XVII secolo e l'affresco di Ottavio Semino raffigurante il Battesimo di sant'Agostino.

### Architetture civili
- Ponte Doria sul fiume Trebbia. Secondo alcuni studi l'origine del ponte deve essere ricercata nel tardo Medioevo. Il ponte viene citato dal 1455 nelle carte geografiche della Repubblica di Genova del cartografo Matteo Vinzoni. Anticamente fu un transito obbligatorio per i mercanti o i pellegrini provenienti dalla val Trebbia o dalla val Fontanabuona e ancora oggi è il simbolo per eccellenza di Montebruno. Recentemente restaurato permette di raggiungere a piedi il santuario di Nostra Signora di Montebruno al di là della Trebbia.

## Società

### Evoluzione demografica
Abitanti censiti

### Etnie e minoranze straniere
Secondo i dati Istat al 31 dicembre 2022, i cittadini stranieri residenti a Montebruno sono 5.

## Cultura

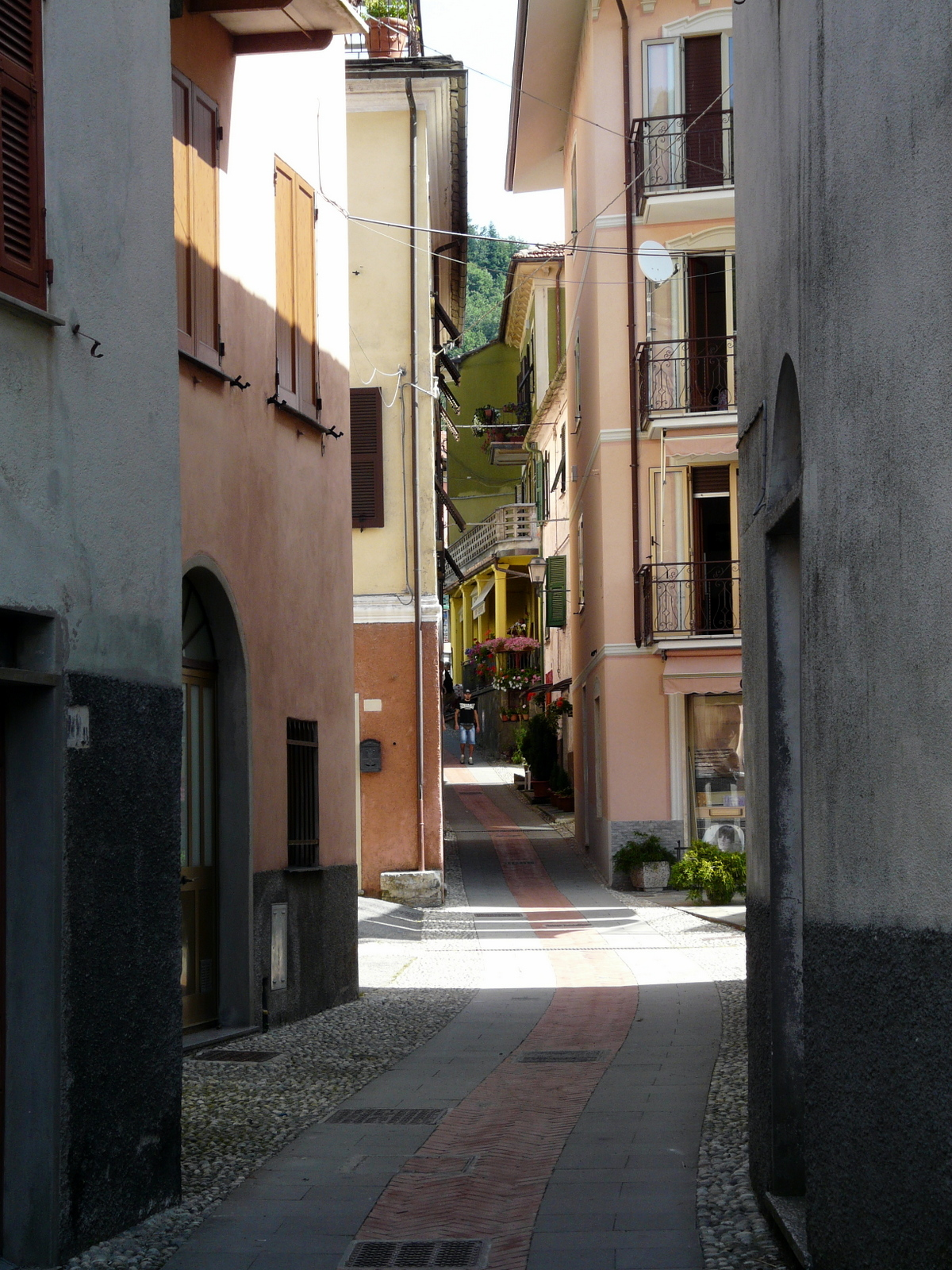
Scorcio del centro storico di Montebruno

### Musei
Adiacente al santuario di Nostra Signora di Montebruno è ospitato, nei locali del convento, il museo di cultura contadina dell'Alta val Trebbia; il museo etnografico conserva testimonianze della vita e dell'artigianato locale dei secoli passati, con esposizione di attrezzi agricoli, mobili e oggetti di uso quotidiano dei contadini delle comunità della val Trebbia.

### Eventi
"Il volo di Sophie Blanchard", con mongolfiere, deltaplani e mostre collaterali. Rievocazione storica dell'atterraggio di emergenza che Sophie Blanchard, partita da Milano, effettuò nei pressi di Montebruno, a causa di forti correnti ascensionali, il 15 agosto del 1811.

## Geografia antropica
Il territorio comunale è costituito, oltre al capoluogo, dalle località di Caprili, Cassinetta, Conio di Mezzo, Croso, Lunga, Pianazzo, Seppioni, Sottoripa, Tartogni e Zeppado per un totale di 17,68 km².
Confina a nord con i comuni di Rondanina e Fascia, a sud con Moconesi (exclave di Santa Brilla) e Lorsica, ad ovest con Torriglia e ad est con Fontanigorda e Rezzoaglio.

## Economia
L'economia comunale si basa principalmente sull'agricoltura - coltivazione di patate, legumi e foraggi - e sull'allevamento del bestiame.

## Infrastrutture e trasporti

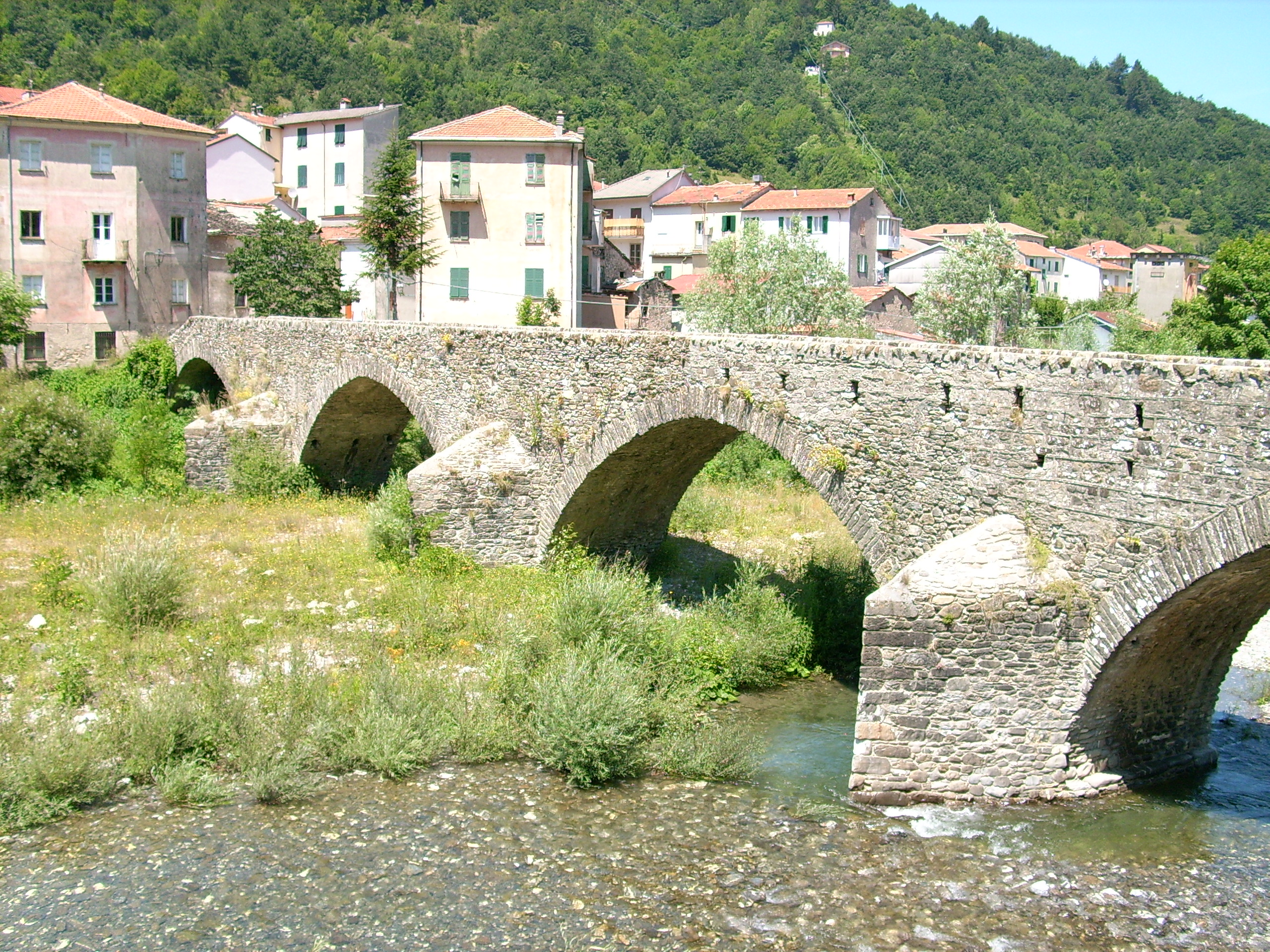
Ponte Doria sovrastante il fiume Trebbia

### Strade
Il centro di Montebruno è attraversato principalmente dalla strada statale 45 di Val Trebbia che gli permette il collegamento stradale con Torriglia, ad ovest, e con Rovegno a nord est. Ulteriori collegamenti viari sono la strada provinciale 15 del Brugneto, la provinciale 48 del Fregarolo collegandosi con Rezzoaglio e quindi in val d'Aveto e la provinciale 56 di Barbagelata per l'omonima frazione di Lorsica.

### Mobilità urbana
Dal comune di Torriglia un servizio di trasporto pubblico locale gestito dall'AMT garantisce quotidiani collegamenti bus con Montebruno e per le altre località del territorio comunale.

## Amministrazione

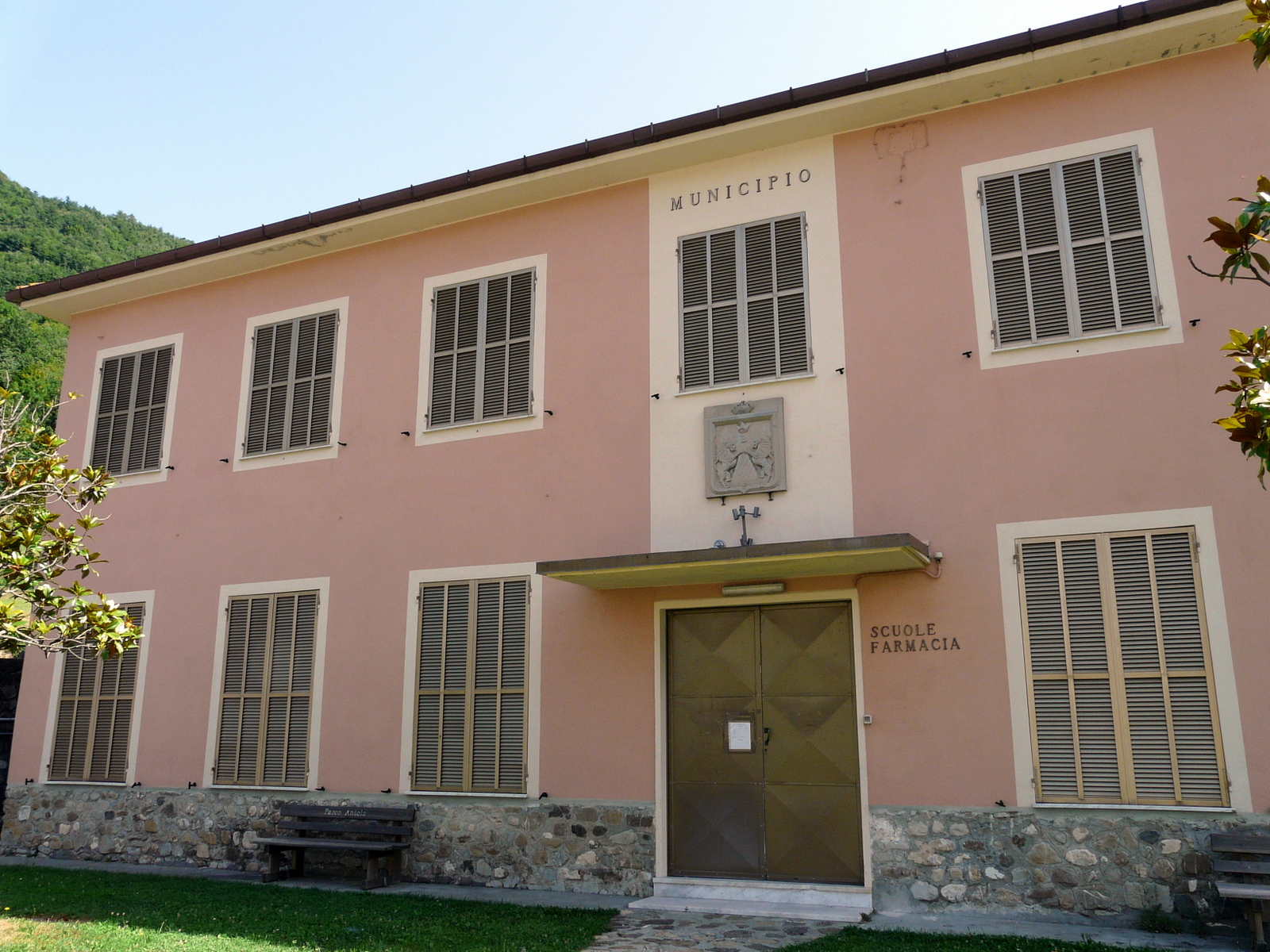
Il municipio

| Periodo        | Periodo        | Primo cittadino    | Partito                                                                    | Carica  | Note |
| -------------- | -------------- | ------------------ | -------------------------------------------------------------------------- | ------- | ---- |
| 28 giugno 1985 | 25 maggio 1990 | Sergio Piergallini | DC                                                                         | Sindaco |      |
| 27 giugno 1990 | 24 aprile 1995 | Sergio Piergallini | DC                                                                         | Sindaco |      |
| 16 maggio 1995 | 14 giugno 1999 | Federico Marenco   | Con noi una scelta per costruire insieme (lista civica di centro-sinistra) | Sindaco |      |
| 14 giugno 1999 | 14 giugno 2004 | Federico Marenco   | Con noi una scelta per costruire insieme (lista civica di centro-sinistra) | Sindaco |      |
| 14 giugno 2004 | 7 giugno 2009  | Aurelio Barbieri   | Con noi una scelta per costruire insieme (lista civica di centro-sinistra) | Sindaco |      |
| 8 giugno 2009  | 26 maggio 2014 | Aurelio Barbieri   | Con noi una scelta per costruire insieme (lista civica di centro-sinistra) | Sindaco |      |
| 26 maggio 2014 | 27 maggio 2019 | Mirko Bardini      | Cresciamo con Montebruno (lista civica di centro-sinistra)                 | Sindaco |      |
| 27 maggio 2019 | 10 giugno 2024 | Mirko Bardini      | Cresciamo con Montebruno (lista civica di centro-sinistra)                 | Sindaco |      |
| 10 giugno 2024 | in carica      | Caterina Barbieri  | Voliamo in alto a Montebruno (lista civica)                                | Sindaco |      |